# Olimarao
Olimarao är en ö i Mikronesiska federationen.   Den ligger i kommunen Elato Municipality och delstaten Yap, i den västra delen av landet, 1 400 km väster om huvudstaden Palikir. Arean är 11,0 kvadratkilometer.
Terrängen på Olimarao är mycket platt. Öns högsta punkt är 16 meter över havet. Den sträcker sig 0,6 kilometer i nord-sydlig riktning, och 0,6 kilometer i öst-västlig riktning.